# Fara Olivana con Sola
Fara Olivana con Sola (Fara [ˈfaɾa] e Söla [ˈsøla] in dialetto bergamasco) è un comune italiano di 1 356 abitanti della provincia di Bergamo in Lombardia. È situato nella bassa pianura bergamasca, sulla riva sinistra del fiume Serio, al confine con la provincia di Cremona.

## Geografia fisica
Il suo territorio, interamente pianeggiante, si estende per 4,93 km² ad altitudini sul livello del mare comprese tra i 107 metri di Fara ed i 105 metri di Sola, e dista circa 29 chilometri a sud da Bergamo, 2 da Covo e 3,5 da Romano di Lombardia.
Il comune comprende due centri urbani: Fara Olivana, sede dell'antica pieve di Santo Stefano, che si trova più a nord, e la frazione Sola, sede della parrocchia di parrocchia di San Lorenzo, situata due chilometri più a sud, lungo la ex strada Statale 11. 
Sono inoltre presenti alcuni grossi cascinali: la Superba, Fara Nuova, Pomi, San Vito e Bettola.
Una striscia del territorio comunale situata lungo il fiume fa parte del Parco regionale del Serio.

## Storia
Le origini di Fara Olivana risalgono tra il VI ed il VII secolo, durante l'epoca dei Longobardi. Questo si evince dall'origine etimologica del nome che starebbe ad indicare una fara, ovvero una tribù longobarda legata da vincoli di parentela, discendente da tale Olivano. Dal territorio di Fara Olivana passava in età romana la via Mediolanum-Brixia, che collegava Mediolanum (Milano) con Brixia (Brescia) passando anche da Cassianum (Cassano d'Adda).
Il primo documento scritto che attesta l'esistenza del borgo risale invece all'anno 915, durante il periodo feudale, nel quale il borgo era inglobato nel Sacro Romano Impero. Inizialmente la gestione del territorio venne affidata dagli imperatori direttamente alla diocesi di Cremona, a cui in seguito subentrò la famiglia dei Da Rudiano. In quei tempi sorsero numerose fortificazioni volte alla difesa del territorio, tra cui anche un castello. Il tutto al fine di proteggere il territorio e gli abitanti dalle lotte fratricide tra i guelfi ed i ghibellini, che a lungo funestarono la vita del paese, al punto di provocarne la distruzione tra il XIV ed il XV secolo.
La ricostruzione fu lenta e faticosa, al termine della quale, nel XV secolo il potere passò nelle mani della Repubblica di Venezia, che compì numerosi interventi volti al miglioramento delle condizioni sociali e lavorative, dissodando terreni e costruendo canali per l'irrigazione, tra i quali il fosso bergamasco, che delimitava i territori della Serenissima nonché i confini amministrativi del paese a sud e ad est.
Da allora il paese ha mantenuto una forte connotazione e tradizione rurale, con l'agricoltura attività predominante. A tal riguardo le cronache riportano che Fara fu uno dei primi paesi in Europa ad adottare la coltivazione di granoturco. I successivi regimi si susseguirono senza riguardare direttamente questo piccolo comune, che seguì le sorti del resto della provincia.

### Simboli
Il comune ha come simboli lo stemma e il gonfalone concessi con decreto del presidente della Repubblica del 16 luglio 1971.
Stemma
Le spighe di grano e le pannocchie di mais sono i principali prodotti agricoli del paese; la fascia simboleggia il Serio che attraversa il territorio.
Gonfalone

## Monumenti e luoghi d'interesse

### Architetture religiose

#### Chiesa arcipretale di Santo Stefano
La chiesa di Fara Olivana è tra le più antiche della zona e per secoli subì le sorti della rocca munita di mura in cui sorgeva. La chiesa di Santo Stefano, compare già come pieve nell'elenco delle chiese bergamasche che pagavano la tassa alla Santa Sede attorno al 1260. La stessa chiesa, ancora come sede pievana, era citata nell’elenco dei partecipanti al sinodo diocesano del 1304. L'edificio sacro che doveva essere di modeste dimensioni subì certamente gravi danni nel 1398 durante l'assedio e la distruzione del Castello Vecchio, che si trovava nelle sue immediate vicinanze ad opera dei Ghibellini. Fu restaurata una prima volta verso il 1470, poi nel 1507. Attorno al 1570 la pieve di Fara venne soppressa e la chiesa fu aggregata alla pieve di Ghisalba. A seguito della visita di San Carlo Borromeo (1575) la Misericordia fece ricostruire il presbiterio, innalzò il campanile sulla sinistra della facciata dotandolo di campane ed orologio e acquistò un organo. La chiesa aveva un cimitero adiacente alla parete settentrionale, ma non era usato in quanto i morti venivano sepolti regolarmente all'interno del tempio. L'attuale edificio fu voluto dall'Arciprete Andrea Garella e dal popolo di Fara, che lo fecero erigere tra il 1767 e il 1788 su progetto dell'architetto. Dopo una sosta di dieci anni i lavori ripresero e si conclusero solo nel 1788.
La chiesa fu consacrata con il titolo di Santo Stefano protomartire da monsignor Pier Luigi Speranza, vescovo di Bergamo, il 26 aprile 1869.
Per la particolare natura del suolo acquitrinoso si dovettero eseguire continui lavori di consolidamento: nel 1828, nel 1894, nel 1919 e nel 1932. Il campanile, già rifatto nel 1775, fu completato dall’ingegner Dante Fornoni nel 1949.

#### Chiesa della Beata Vergine Addolorata
Adiacente alla chiesa arcipretale di Santo Stefano sorge la piccola chiesa dell’Addolorata. In origine era la Cappella del vecchio cimitero, ma in seguito alle nuove leggi che prescrivevano l’ubicazione dei cimiteri lontano dai centri abitati, venne trasformata in Chiesa e dedicata alla Madonna Addolorata.
Nel 1940 la chiesa venne ampliata, decorata e adibita alle riunioni dei membri delle Associazioni di Azione Cattolica. Al suo interno vi sono gli affreschi eseguiti dal pittore Arturo Monzio Compagnoni.

#### Chiesa parrocchiale di San Lorenzo di Sola
La chiesa di San Lorenzo è di origine medioevale: l'orientamento canonico delle chiese più antiche difatti prevedeva che la facciata si trovasse esposta a ovest e l'abside a est. Nel 1260 faceva già parte della pieve di Fara Olivana e probabilmente aveva una cappella sussidiaria a Bettola, dedicata a San Giorgio, distrutta dall'esondazione del fiume Serio in epoca molto antica.
La chiesa di Sola fu distrutta, insieme con il paese durante le guerre civili del XIV e XV secolo. Nei documenti delle visite pastorali del XVI secolo si accenna sempre alle "rovine della distrutta chiesa di San Lorenzo di Sola", che tuttavia possedeva un beneficio di oltre cento pertiche di terra, usurpato probabilmente dai laici che l'avevano in affitto. Devotissimi a san Lorenzo, gli abitanti di Sola facevano spesso celebrare la messa tra le rovine della sua chiesa, e non appena i tempi lo permisero provvidero alla sua ricostruzione.
La chiesetta fu probabilmente rifatta nei primi anni del Seicento e da allora gli abitanti di Sola provvidero a farvi celebrare settimanalmente delle messe dei frati agostiniani di Romano di Lombardia o dei sacerdoti dei paesi vicini. Con l'aumento della popolazione la chiesetta fu ampliata una prima volta nel 1834 e poi ancora nel 1899 su progetto dell'architetto don Antonio Piccinelli.
Nel corso di questi lavori fu eretto il muro che separa il presbiterio dall'antica abside, trasformata in ripostiglio. Il tempio fu benedetto il 9 agosto 1900 dal vescovo Gaetano Camillo Guindani. Dopo molto secoli d'attesa la chiesa divenne finalmente parrocchiale e fu sottoposta a un nuovo restauro generale. Fu riconsacrata nel 1994 con l'antico titolo di san Lorenzo.

#### Cappella del Cimitero
L'attuale cimitero si trova nella località denominata "Bosco", sita a circa 1,5 km dalla chiesa arcipretale di Santo Stefano e ad 1 km dalla chiesa di San Lorenzo. La costruzione del cimitero e della cappella ebbe inizio il 17 settembre del 1771, in ottemperanza alle leggi mortuarie asburgiche, emanate nel 1743 dai sovrani austro-ungarici. La croce venne posta sulla sommità della chiesa solo nel 1854.

#### Tribulina dei Morti del Dosso in Sola
La Tribulina dei Morti del Dosso, più comunemente denominata "la Santella", è un'edicola che sorge nella frazione di Sola. Si tratta di una Cappella mortuaria eretta alla fine del XVI secolo per accogliere le ossa dei frati del vicino Convento, e quelle dei morti di peste del 1630. Accoglie un affresco di Girolamo Poloni da Martinengo raffigurante la Madonna del Soccorso.

### Architetture civili

#### Ospedale di Sola
L'Ospedale è un edificio storico della frazione di Sola, situato nel comune di Fara Olivana con Sola. Si affaccia sulla ex strada statale 11 Padana Superiore ed è posto di fronte alla Cascina Secchi.
Risalente alla seconda metà del 1500, offriva asilo, assistenza e cure a forestieri, viandanti e pellegrini che percorrevano la “Via Gallica”. Era gestito dai frati che dimoravano nel vicino Convento.

### Architetture militari

#### Castello (Fara Olivana)
Il Castello fu una fortificazione eretta entro le mura di Fara Olivana. Costruzione medievale, la struttura difensiva fu più volte oggetto di saccheggi, in particolare nel periodo delle lotte tra i Guelfi e i Ghibellini. Il 4 maggio 1398, venne attaccata, depredata ed in gran parte demolita.

## Società

### Evoluzione demografica
Abitanti censiti

## Amministrazione
| Periodo        | Periodo        | Primo cittadino    | Partito      | Carica  | Note |
| -------------- | -------------- | ------------------ | ------------ | ------- | ---- |
| 14 giugno 2004 | 7 giugno 2009  | Alessandro Nespoli | Lista civica | Sindaco |      |
| 8 giugno 2009  | 25 maggio 2014 | Diego Recanati     | Lista civica | Sindaco |      |
| 26 maggio 2014 | 26 maggio 2019 | Sabrina Severgnini | Lista civica | Sindaco |      |
| 27 maggio 2019 | 9 giugno 2024  | Sabrina Severgnini | Lista civica | Sindaco |      |
| 10 giugno 2024 | in carica      | Matteo Seghezzi    | Lista civica | Sindaco |      |